# Caubiac
Caubiac ist eine französische Gemeinde mit 440 Einwohnern (Stand: 1. Januar 2022) im Département Haute-Garonne in der Region Okzitanien (vor 2016 Midi-Pyrénées). Sie gehört zum Arrondissement Toulouse und zum Kanton Léguevin. Die Einwohner werden Caubiacais und Caubiacaises genannt.

## Geographie
Caubiac liegt an der Grenze zum Département Gers, etwa 31 Kilometer nordwestlich von Toulouse. Im Südwesten des Gemeindegebietes entspringt das Flüsschen Marguestaud. Umgeben wird Caubiac von den Nachbargemeinden Cadours im Westen und Norden, Le Grès im Osten, Garac im Südosten und Süden, Vignaux im Süden und Südwesten sowie Encausse im Südwesten.

## Bevölkerungsentwicklung
| Jahr                       | 1962 | 1968 | 1975 | 1982 | 1990 | 1999 | 2006 | 2013 | 2020 |
| Einwohner                  | 192  | 177  | 158  | 130  | 154  | 193  | 234  | 355  | 411  |
| Quellen: Cassini und INSEE |      |      |      |      |      |      |      |      |      |

## Sehenswürdigkeiten
- Kirche Saint-Pierre, erbaut in den 1760er Jahren

## Siehe auch

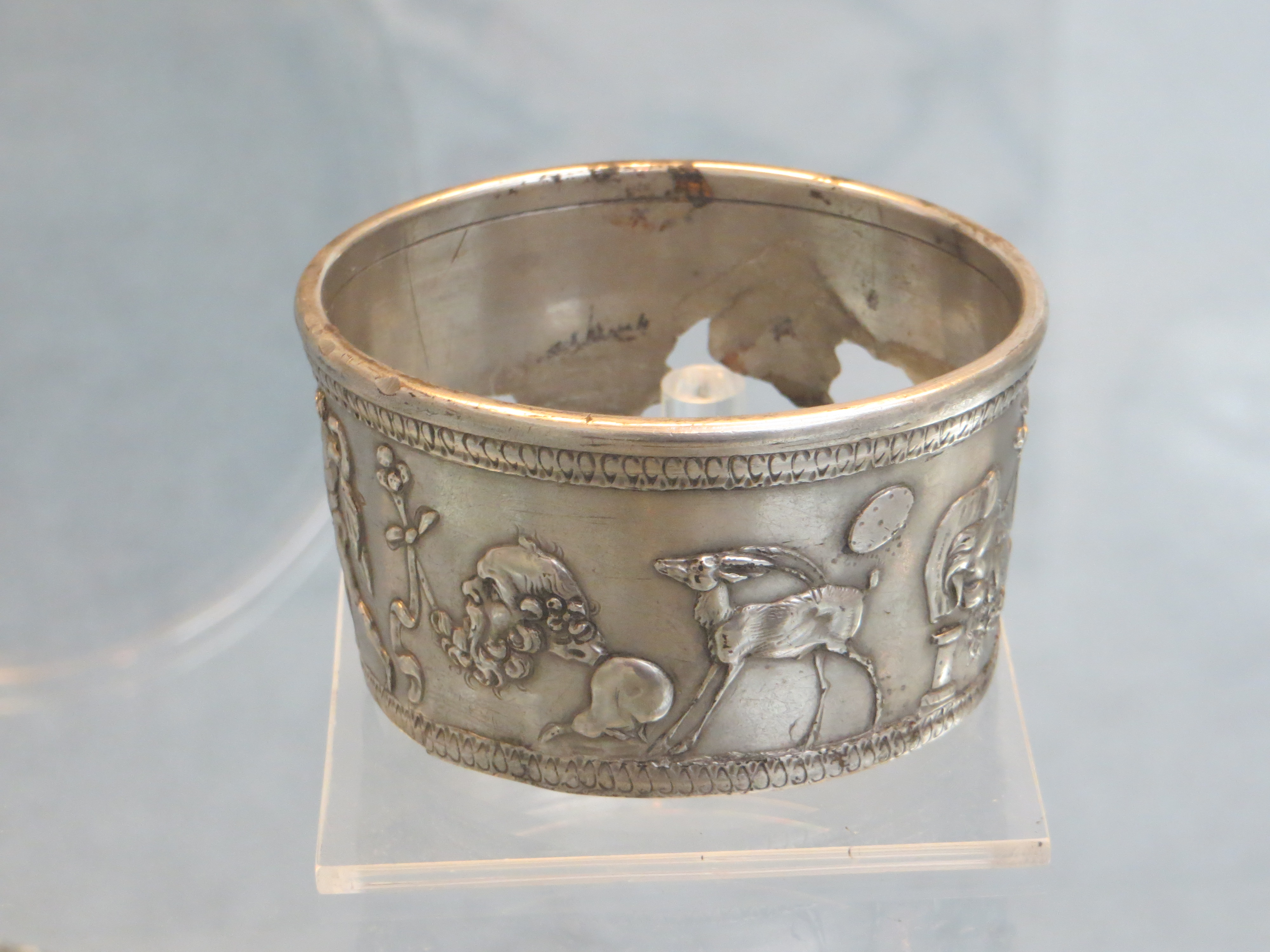
Artefakt des Schatzes von Caubiac im British Museum